# Ydrousa
Ydrousa (in greco Υδρούσα?) è un ex comune della Grecia situato sull'isola di Andros nella periferia dell'Egeo Meridionale (unità periferica di Andro) con 3 355 abitanti secondo i dati del censimento 2001.
È stato soppresso a seguito della riforma amministrativa, detta Programma Callicrate, in vigore dal gennaio 2011 ed è ora compreso nel comune di Andro.
Era compreso nella prefettura delle Cicladi.